# 백제의 왕후 목록
다음은 백제를 다스린 역대 왕후으로서 재위년도는 미상이다.

## 역대 왕후
- 백제(百濟)의 1대 태후(太后) 소서노(召西奴)
- 백제(百濟)의 1대 왕후(王后) 원비(院妃)
- 백제(百濟)의 2대 왕후(王后) 원비(院妃)
- 백제(百濟)의 3대 왕후(王后) 원비(院妃)
- 백제(百濟)의 4대 왕후(王后) 원비(院妃)
- 백제(百濟)의 5대 왕후(王后) 원비(院妃)
- 백제(百濟)의 6대 왕후(王后) 원비(院妃)
- 백제(百濟)의 7대 왕후(王后) 원비(院妃)
- 백제(百濟)의 8대 왕후(王后) 원비(院妃)
- 백제(百濟)의 9대 왕후(王后) 보과부인(寶菓夫人)
- 백제(百濟)의 10대 왕후(王后) 원비(院妃)
- 백제(百濟)의 11대 왕후(王后) 해씨(解氏)
- 백제(百濟)의 11대 후궁(後宮) 진씨(眞氏)
- 백제(百濟)의 12대 왕후(王后) 소씨(蘇氏)
- 백제(百濟)의 12대 후궁(後宮) 해씨(解氏)
- 백제(百濟)의 13대 왕후(王后) 진씨(眞氏)
- 백제(百濟)의 13대 후궁(後宮) 차비(次妃)
- 백제(百濟)의 14대 왕후(王后) 아이부인(阿尒夫人)
- 백제(百濟)의 15대 왕후(王后) 진씨(眞氏)
- 백제(百濟)의 16대 왕후(王后) 해씨(解氏)
- 백제(百濟)의 17대 왕후(王后) 해씨(解氏)
- 백제(百濟)의 18대 왕후(王后) 팔수부인(八須夫人)
- 백제(百濟)의 19대 왕후(王后) 원비(院妃)
- 백제(百濟)의 20대 왕후(王后) 원비(院妃)
- 웅진(熊津)의 21대 왕후(王后) 원비(院妃)
- 웅진(熊津)의 22대 왕후(王后) 해씨(解氏)
- 웅진(熊津)의 23대 왕후(王后) 진씨(眞氏)
- 웅진(熊津)의 24대 왕후(王后) 원비(院妃)
- 웅진(熊津)의 25대 왕후(王后) 원비(院妃)
- 웅진(熊津)의 25대 차비(次妃) 대부인(大夫人)
- 웅진(熊津)의 25대 후궁(後宮) 은씨(恩氏)
- 남부여(南扶餘)의 26대 왕후(王后) 원비(院妃)
- 남부여(南扶餘)의 27대 왕후(王后) 원비(院妃)
- 남부여(南扶餘)의 27대 차비(次妃) 연씨(燕氏)
- 남부여(南扶餘)의 28대 왕후(王后) 해씨(解氏)
- 남부여(南扶餘)의 29대 왕후(王后) 해씨(解氏)
- 남부여(南扶餘)의 30대 왕후(王后) 사택왕후(沙宅王后)
- 남부여(南扶餘)의 30대 왕후(王后) 선화공주(善花公主)
- 남부여(南扶餘)의 31대 왕후(王后) 은고(恩古)
- 남부여(南扶餘)의 32대 왕후(王后) 다씨(多氏)

## 같이 보기
- 북부여의 왕후 목록
- 동부여의 왕후 목록
- 갈사국의 왕후 목록
- 부여의 왕후 목록
- 고구려의 왕후 목록
- 소고구려의 왕후 목록
- 보덕국의 왕후
- 백제의 왕후
- 부흥운동의 왕후 목록
- 신라의 왕후 목록
- 금관가야의 왕후 목록
- 대가야의 왕후 목록
- 발해의 왕후 목록
- 후발해의 왕후 목록
- 대발해의 왕후 목록
- 흥료국의 왕후 목록